# El Anatsui

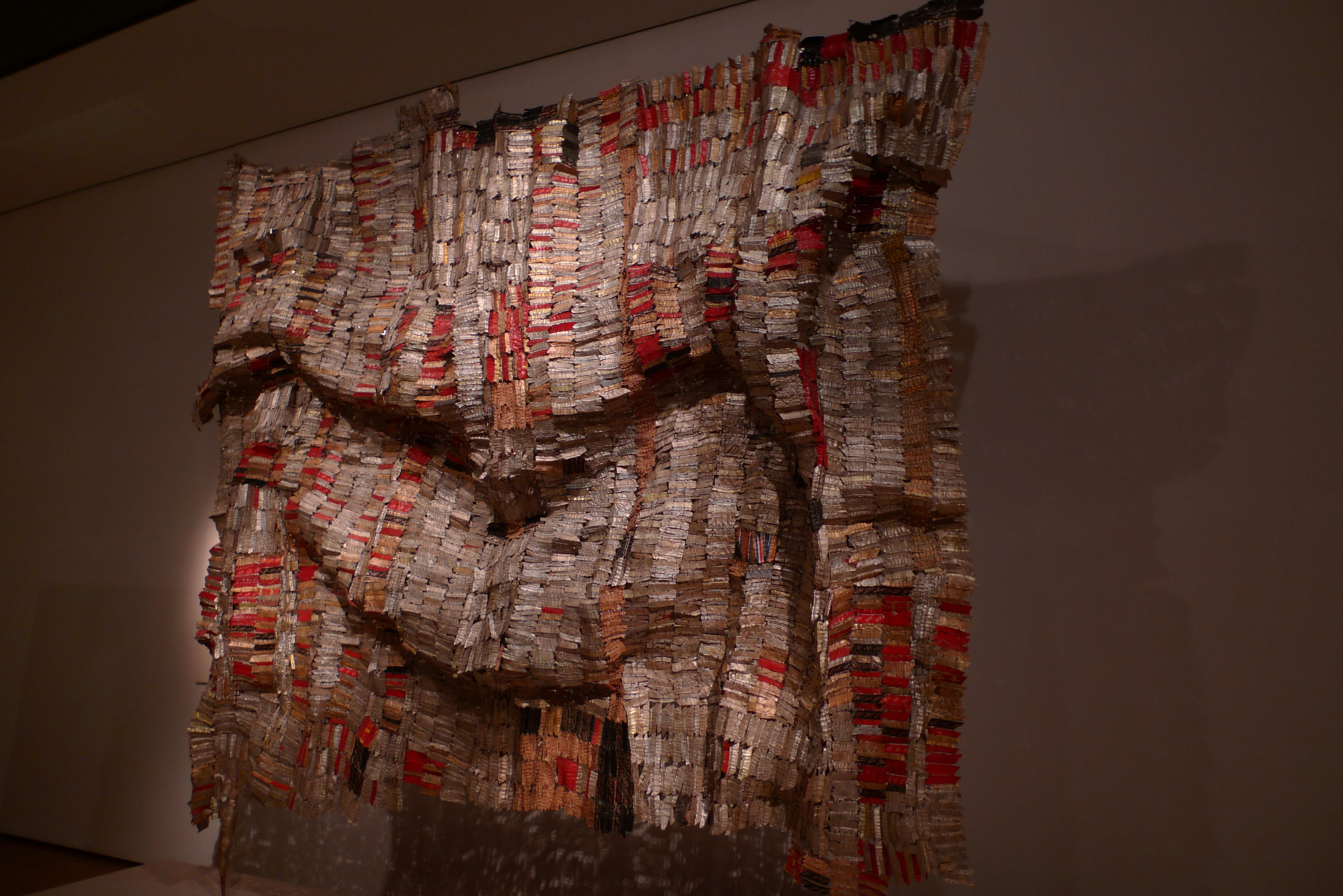
opera di El Anatsui, interpretazione moderna di una stoffa kente (esposta al British Museum)

El Anatsui (Ghana, 4 febbraio 1944) è un artista ghanese, famoso per le opere d'arte nate da materiali riciclati. Ha operato per gran parte della sua carriera in Nigeria.

## Biografia
Anatsui è nato a Anyako (Ghana) nel 1944 ed ha studiato presso il College of Art, Università di Scienza e Tecnologia, a Kumasi, in Ghana centrale. Ha iniziato ad insegnare presso la University of Nigeria, Nsukka, nel 1975, ed è diventato un membro del Nsukka group.

## Pratica artistica
Inizialmente Anatsui lavora prevalentemente con l'argilla e il legno, creando oggetti che si ispirano principalmente alle credenze tradizionali del Ghana. Successivamente la sua pratica artistica si concentra sulla realizzazione di installazioni. Partecipa alla 52ª Biennale di Venezia con i suoi arazzi fatti con materiali di recupero (lattine di alluminio, creta, tessuto, legno, multicolori tappi corona, schiacciati, appiattiti, ricuciti e altri materiali) dimostrando come si può riprendere la più genuina tradizione africana, coniugandola alla modernità dei materiali e delle tecniche. Crea suggestivi arazzi di grandi dimensioni, ispirati alla ricchezza dei tessuti Kente e dei preziosi abiti da cerimonia Nyekor. Questa partecipazione lo consacra come uno dei più stimati scultori africani viventi e il principale artista africano della sua generazione.
Quello del riciclo è un tema particolarmente caro agli artisti africani d'oggi. Il rispetto per l'ambiente e il recupero dei rifiuti ha assunto un enorme valore nella ricerca creativa di altri personaggi, quali Pascale Marthine Tayou.
Le sue opere sono presenti nelle maggiori gallerie pubbliche e private in Europa e negli Stati Uniti.

## Alcune esposizioni

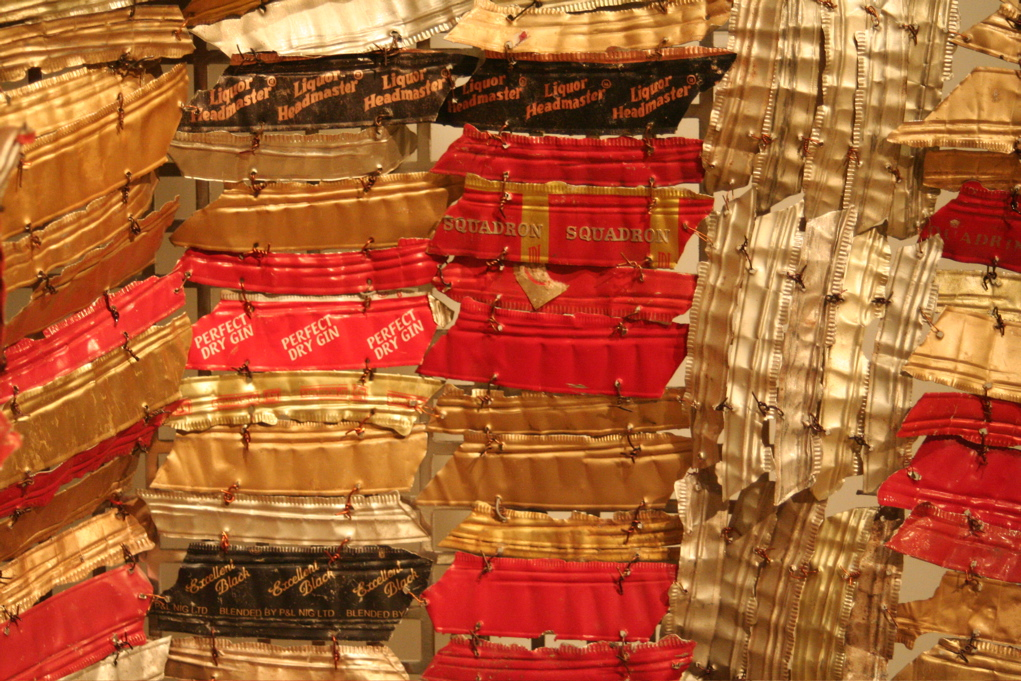
Dettaglio dell'opera Man's Cloth del 2001

El Anatsui ha esposto i suoi lavori in tutto il mondo:
- 2010 - Alte Nationalgalerie, Berlino
- 2009 - National Museum of African Art, Washington, DC
- 2008 - Metropolitan Museum of Art di New York
- 2007 - Biennale di Venezia
- 2005 - Hayward Gallery
- 2002 - Biennale di Liverpool
- 2001 - National Museum of African Art, Washington, DC
- 2001 - Centre de Cultura Contemporània de Barcelona
- 1995 - 8th Osaka Sculpture Triennale
- 1990 - Biennale di Venezia

Una retrospettiva del suo lavoro, When I Last Wrote to You About Africa, inaugurata nel 2010 presso il Royal Ontario Museum di Toronto, Canada, sarà visitabile nel Nord America fino al 2013.
Ha ricevuto il Leone d'oro alla carriera in occasione della 56ª Biennale Internazionale d'Arte di Venezia (2015).